# Задвижной штык
1. REDIRECT Задвижной штык (узел)